# Gunugu
Gunugu war eine antike Stadt im westlichen Nordafrika beim heutigen Sidi-Brahim bei Gouraya in Algerien.
Es war ursprünglich eine Handelsniederlassung der Karthager. In römischer Zeit wurde Gunugu unter Augustus Colonia und gehörte zur Provinz Mauretania Caesariensis. Für die Spätantike ist ein Bischof von Gunugu bekannt. Auf das Bistum geht das Titularbistum Gunugus der römisch-katholischen Kirche zurück.